# Monte Forte
Monte Forte é uma aldeia de São Tomé e Príncipe, localiza-se no Distrito de Lembá, ilha de São Tomé, próxima às localidades de Rio Leça, Ponta Figo e Generosa.